# Уэст-Манчестер (Пенсильвания)
Уэст-Манчестер (англ. West Manchester Township) — тауншип в округе Йорк, штат Пенсильвания, США. В 2010 году в тауншипе проживали 18 894 человека.

## Географическое положение

Тауншип Уэст-Манчестер на карте округа Йорк

Тауншип расположен в центре округа Йорк штата Пенсильвания, к западу от столицы округа — Йорка. По данным Бюро переписи населения США Уэст-Манчестер имеет площадь 52 км². 
Частью территории Уэст-Манчестера является статистически обособленная местность Шило (10,9 км²). Тауншип граничит с тауншипом Джексон на западе, тауншипом Норт-Кодорус на юге, городом Йорк на востоке, практически окружает боро Уэст-Йорк. Через населённый пункт проходит дорога U.S. Route 30.

## История
Уэст-Манчестер был выделен из части тауншипа Мачестер. Петиция от жителей населённого пункта была подписана в сентябре 1799 году, а в декабре принята окружным судом.

## Население
По данным переписи 2010 года население Уэст-Манчестера составляло 18 894 человека (из них 48,2 % мужчин и 51,8 % женщин), в тауншипе было 7958 домашних хозяйства и 5246 семей. На территории города была расположена 8352 построек со средней плотностью 160,6 построек на один квадратный километр суши. Расовый состав: белые — 91,0 %, афроамериканцы — 4,9 %, коренные американцы — 0,1 %, азиаты — 1,2 % и представители двух и более рас — 1,9 %. На 2016 год население тауншипа Уэст-Манчестер было распределено по происхождению следующим образом: 7,8 % — американское, 45,6 % — немецкое, 11,7 % — ирландское, 2,0 % — польское, 7,8 % — английское происхождение.
Из 18 894 человек тауншипа, 11 218 проживают в статистически обособленной местности Шило (плотность — 1029,2 чел./км²), остальные 7676 человек не принадлежат статистически обособленным местностям (плотность на оставшейся территории тауншипа — 187,2 чел./км²).
Население города по возрастному диапазону по данным переписи 2010 года распределилось следующим образом: 20,3 % — жители младше 18 лет, 2,8 % — между 18 и 21 годами, 57,3 % — от 21 до 65 лет и 19,6 % — в возрасте 65 лет и старше. Средний возраст населения — 44,7 года. На каждые 100 женщин в Уэст-Манчестере приходилось 93,2 мужчин, при этом на 100 совершеннолетних женщин приходилось уже 89,9 мужчин сопоставимого возраста.
Из 7958 домашних хозяйств 65,9 % представляли собой семьи: 53,9 % совместно проживающих супружеских пар (18,4 % с детьми младше 18 лет); 8,4 % — женщины, проживающие без мужей и 3,7 % — мужчины, проживающие без жён. 34,1 % не имели семьи. В среднем домашнее хозяйство ведут 2,33 человека, а средний размер семьи — 2,85 человека. В одиночестве проживали 28,4 % населения, 14,0 % составляли одинокие пожилые люди (старше 65 лет).
| 1930 | 1940 | 1950 | 1960 | 1970  | 1980  | 2000  | 2010  |
| ---- | ---- | ---- | ---- | ----- | ----- | ----- | ----- |
| 3401 | 4039 | 5438 | 9505 | 12257 | 12728 | 12700 | 18161 |

## Экономика
В 2016 году из 15 864 человек старше 16 лет имели работу 9309. При этом мужчины имели медианный доход в 50 308 долларов США в год против 41 244 долларов среднегодового дохода у женщин. В 2014 году медианный доход на семью оценивался в 71 473 $, на домашнее хозяйство — в 60 324 $. Доход на душу населения — 28 799 $ в год. 4,7 % от всего числа семей в Уэст-Манчестере и 8,7 % от всей численности населения находилось на момент переписи за чертой бедности.